# Strymon pruina
Strymon pruina är en fjärilsart som beskrevs av Samuel Hubbard Scudder 1889. Strymon pruina ingår i släktet Strymon och familjen juvelvingar. Inga underarter finns listade i Catalogue of Life.